# 杜布里夫卡 (伊爾沙瓦區)
48°18′23″N 23°5′0″E / 48.30639°N 23.08333°E
杜布里夫卡（烏克蘭語：Дубрівка）是烏克蘭西部的村莊，隸屬外喀爾巴阡州的胡斯特區。該村始建於1447年，面積1.79平方公里，海拔高度147米，2001年人口1,131，人口密度每平方公里632人。